# Budhgaon
Budhgaon (o Bhudgaon) è una suddivisione dell'India, classificata come census town, di 14.727 abitanti, situata nel distretto di Sangli, nello stato federato del Maharashtra. In base al numero di abitanti la città rientra nella classe IV (da 10.000 a 19.999 persone).

## Geografia fisica
La città è situata a 16° 53' 60 N e 74° 35' 60 E e ha un'altitudine di 552 m s.l.m..

## Società

### Evoluzione demografica
Al censimento del 2001 la popolazione di Budhgaon assommava a 14.727 persone, delle quali 7.801 maschi e 6.926 femmine. I bambini di età inferiore o uguale ai sei anni assommavano a 1.578, dei quali 853 maschi e 725 femmine. Infine, coloro che erano in grado di saper almeno leggere e scrivere erano 11.186, dei quali 6.433 maschi e 4.753 femmine.